# Audiencja (sztuka teatralna)
Audiencja (ang. The Audience) – sztuka teatralna autorstwa brytyjskiego dramaturga i scenarzysty Petera Morgana, wystawiona po raz pierwszy w 2013 w Gielgud Theatre na West Endzie w reżyserii Stephena Daldry’ego z Helen Mirren w roli głównej.

## Opis fabuły
Sztuka prezentuje fikcyjną, choć opartą na konsultacjach z ekspertami, wizję kilkunastu spośród cotygodniowych audiencji, jakich królowa Elżbieta II od początku swojego panowania aż do dziś udziela premierowi Wielkiej Brytanii. Przedstawienie składa się z luźno powiązanych ze sobą scen z udziałem monarchini oraz większości urzędujących za jej panowania szefów rządu, od Winstona Churchilla po Davida Camerona. Spajają je krótsze sceny, w których dojrzała Elżbieta konfrontuje się z samą sobą z okresu dzieciństwa. Scena z udziałem aktualnego premiera jest regularnie zmieniana przez twórców, tak aby uwzględniała bieżące wydarzenia, co ma dać widzom poczucie, że historia sięga niemal aż do dnia danego spektaklu. W 2015 zmodyfikowano też skład występujących w sztuce premierów, usuwając z niej Jamesa Callaghana na rzecz Tony’ego Blaira.

## Nagrody
W 2013 prapremierowa inscenizacja sztuki otrzymała nagrodę Laurence Olivier Award w dwóch kategoriach: dla najlepszej aktorki pierwszoplanowej (Helen Mirren) i najlepszego aktora drugoplanowego (Richard McCabe). Ta sama para aktorów została wyróżniona w analogicznych kategoriach nagrodami Tony za swoje role w nowojorskiej inscenizacji z 2015 roku.

## Postacie i aktorzy
| postać            | Gielgud Theatre, Londyn, 2013                                  | Gerald Schoenfeld Theatre, Nowy Jork, 2015                     | Apollo Theatre, Londyn, 2015                                   |
| ----------------- | -------------------------------------------------------------- | -------------------------------------------------------------- | -------------------------------------------------------------- |
| Elżbieta II       | Helen Mirren                                                   | Helen Mirren                                                   | Kristin Scott Thomas                                           |
| John Major        | Paul Ritter                                                    | Dylan Baker                                                    | Michael Gould                                                  |
| Gordon Brown      | Nathaniel Parker                                               | Rod McLachlan                                                  | Gordon Kennedy                                                 |
| Winston Churchill | Robert Hardy Edward Fox                                        | Dakin Matthews                                                 | David Calder                                                   |
| Harold Wilson     | Richard McCabe                                                 | Richard McCabe                                                 | Nicholas Woodeson                                              |
| Anthony Eden      | Michael Elwyn                                                  | Michael Elwyn                                                  | David Robb                                                     |
| Margaret Thatcher | Haydn Gwynne                                                   | Judith Ivey                                                    | Sylvestra Le Touzel                                            |
| David Cameron     | Rufus Wright                                                   | Rufus Wright                                                   | Mark Dexter                                                    |
| Tony Blair        | postać nie występowała                                         | Rufus Wright                                                   | Mark Dexter                                                    |
| James Callaghan   | David Peart                                                    | postać nie występowała                                         | postać nie występowała                                         |
| Kamerdyner        | Geoffrey Beevers                                               | Geoffrey Beevers                                               | David Peart                                                    |
| Młoda Elżbieta    | postać odgrywana przez występujące na zmianę aktorki dziecięce | postać odgrywana przez występujące na zmianę aktorki dziecięce | postać odgrywana przez występujące na zmianę aktorki dziecięce |

źródła: